# XI dynastia

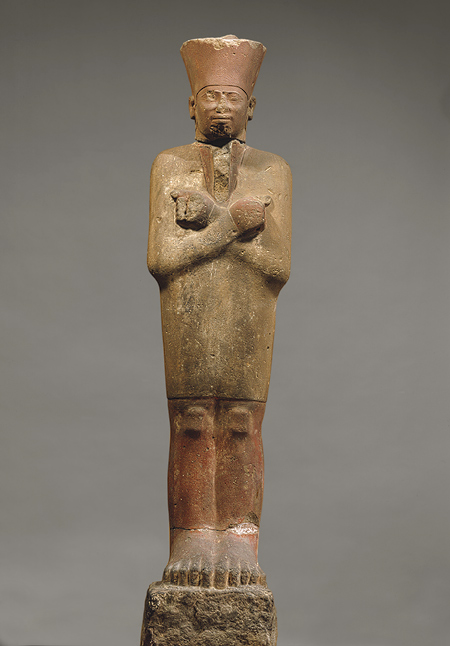
Figura przedstawiająca króla Mentuhotepa II.

XI dynastia – dynastia władców starożytnego Egiptu, rezydujących w Tebach, władających najpierw Tebaidą, a po zjednoczeniu kraju przez Mentuhotepa II całym Egiptem. Panowała XXII–XX w. p.n.e.
| Pierwszy Okres Przejściowy/Średnie Państwo – XI dynastia |                       |            |            |                                                        |                                                                                  | |
| Władca                                                   | Lata panowania p.n.e. | Nomen      | Prenomen   | Żony                                                   | Miejsce pochówku                                                                 | Uwagi |
| Intef (Antef) Starszy                                    |                       | Intef      |            |                                                        |                                                                                  | Nomarcha tebański (Dziedziczny książę Antef), formalnie zależny od władców herakleopolitańskich (IX i X dynastia), faktycznie niezależny władca. Sprawował swój urząd w czasach, gdy Cheti I obalił VIII dynastię z Memfis. Znany także jako Antef Wielki oraz Antef syn Iku. |
| Mentuhotep I                                             | 2119–2110             | Mentuhotep |            | Neferu                                                 |                                                                                  | Nomarcha Teb. Nigdy nie używał tytułów królewskich, które nadano mu pośmiertnie, w tym imię horusowe Tepia - przodek |
| Intef I (Antef)                                          | 2110–2103             | Intef      |            |                                                        | Najstarszy z trzech grobów szeregowych na nekropoli At-Tarif w Tebach Zachodnich | Pierwszy przyjął tytuł króla Górnego i Dolnego Egiptu, mimo że panował jedynie nad sześcioma nomami Górnego Egiptu. Imię horusowe: Sehertaui |
| Intef II (Antef)                                         | 2103–2054             | Intef      |            | Neferkauit?                                            | Środkowy z trzech grobów szeregowych na nekropoli At-Tarif w Tebach Zachodnich   | Imię horusowe: Uahanch |
| Intef III (Antef)                                        | 2054–2046             | Intef      |            | Jah, Henite?                                           | Trzeci grób szeregowy na nekropoli At-Tarif w Tebach Zachodnich                  | Imię horusowe: Nehetnebtepnefer |
| Mentuhotep II                                            | 2046–1995             | Mentuhotep | Nebhepetre | Neferu, Tem, Aszaiet, Henhenet, Sadhe, Kauit?, Kemsit? | Świątynia grobowa w Deir el-Bahari                                               | Zjednoczył Egipt pomiędzy 30 a 34 rokiem panowania (początek Średniego Państwa) |
| Mentuhotep III                                           | 1995–1983             | Mentuhotep | Sanchkare  | Imi?                                                   | Nieukończona świątynia grobowa w Deir el-Bahari                                  | |
| Mentuhotep IV                                            | 1983–1976             | Mentuhotep | Nebtauire  |                                                        |                                                                                  | |

Trzech lokalnych władców panujących w Dolnej Nubii w czasach Mentuhotepa IV i na początku rządów Amenemhata I:
| Pierwszy Okres Przejściowy/Średnie Państwo – XI dynastia |                                                  |             |           |      |                  |                                                                                         |
| Władca                                                   | Lata panowania p.n.e. (według J. von Beckeratha) | Nomen       | Prenomen  | Żony | Miejsce pochówku | Uwagi                                                                                   |
| Intef (Antef) Kakare                                     | 1983–1976                                        | Intef       | Kakare    | ?    | ?                | Wymieniony w inskrypcjach skalnych znalezionych w dziewięciu miejscowościach nubijskich |
| Iibchenetre                                              | 1978/77–1974/73                                  | Iibchenetre | ?         | ?    | ?                | Zaświadczony przez inskrypcje skalne z Abu Hor, Medik i Toszka                          |
| Segerseni                                                | ?                                                | Segerseni   | Menchkare | ?    | ?                | Wzmiankowany przez inskrypcje skalne z okolic Umbarakab                                 |